# Ават, Дуду
Давид (Дуду) Ауат (ивр. דוד «דודו» אוואט,‎; род. 17 октября 1977, Нацрат-Иллит, Северный округ) — израильский футболист, выступавший на позиции вратаря.

## Карьера
Дуду Ават родился 17 октября 1977 года в городе Нацрат-Иллит. Футболом начал заниматься в футбольной школе «Маккаби» Хайфа. Из-за желания играть в основе он не стал подписывать контракт со взрослой командой «Маккаби», а вернулся в родной город, команда из которого — «Хапоэль» — играла во второй лиге.
В сезоне 1998/99 Ават вместе с новым клубом — «Хапоэлем» из Хайфы — выиграл чемпионат Израиля и после этого сезона начал постоянно вызываться в сборную Израиля.
В 2001 году Ават перешёл в «Маккаби» Хайфа и помог клубу выиграть чемпионат Израиля 2001/02, а в 2002/03 его клуб впервые в своей истории пробился в групповой этап Лиги чемпионов и сумел занять там третье место.
В 2003 году Ават перешёл в испанский клуб «Расинг» Сантандер, которому помог остаться в высшей лиге.
В 2006 году Ават подписал контракт с «Депортиво» из Ла-Коруньи. В сезоне 2006/07 в списке лучших игроков примеры, опубликованном журналом Don Balon, Ават занял восьмое место. В следующем сезоне у Авата появился конкурент за место в основе, Густаво Мунуа. После одного из матчей Мунуа, когда команда потерпела поражение, Ават, отвечая на вопрос журналиста, сказал, что «команда была не в форме». Мунуа воспринял это как личное оскорбление и ударил Авата в левый глаз. Дуду потребовались швы. Клуб решил не принимать ничьей стороны, и оба вратаря были отправлены в запас. Вскоре Ават вернулся в состав, потому что команда находилась в зоне вылета, и помог команде остаться в лиге, более того, в самой концовке «Депор» сумел пробиться в зону УЕФА. Несмотря на серию удачных матчей, вратарь отказался оставаться в команде.
В начале 2009 года Ават перешёл в «Мальорку». Островитяне тогда находились на 19-м месте, однако мощная концовка (в том числе и благодаря израильскому вратарю) позволила команде финишировать в десятке.
До 2013 года включительно был основным вратарём сборной Израиля по футболу.
В августе 2014 года Дуду Ават завершил футбольную карьеру и, приобретя акции своего клуба «Мальорка», был избран генеральным менеджером клуба. 5 октября 2014 года Дуду Ават подал в отставку со своего поста.

## Достижения
«Хапоэль» Хайфа
- Чемпион Израиля: 1998/99
- Обладатель Кубка Тото: 2000/01

«Маккаби» Хайфа
- Чемпион Израиля: 2001/02
- Обладатель Кубка Тото: 2001/02